# Thelotrema subsphaerosporum
Thelotrema subsphaerosporum är en lavart som beskrevs av Julien Herbert Auguste Jules Harmand 1912. 
Thelotrema subsphaerosporum ingår i släktet Thelotrema och familjen Thelotremataceae. Inga underarter finns listade i Catalogue of Life.